# Trest smrti v Pobřeží slonoviny
Trest smrti v Pobřeží slonoviny byl zrušen Ústavou Pobřeží slonoviny v roce 2000. V srpnu 2011 OSN informovala o 26 mimosoudních popravách, včetně malého dítěte ve věku 17 měsíců. Dne 3. května 2024 přistoupilo Pobřeží slonoviny k Druhému opčnímu protokolu Mezinárodního paktu o občanských a politických právech.